# Anja Piel

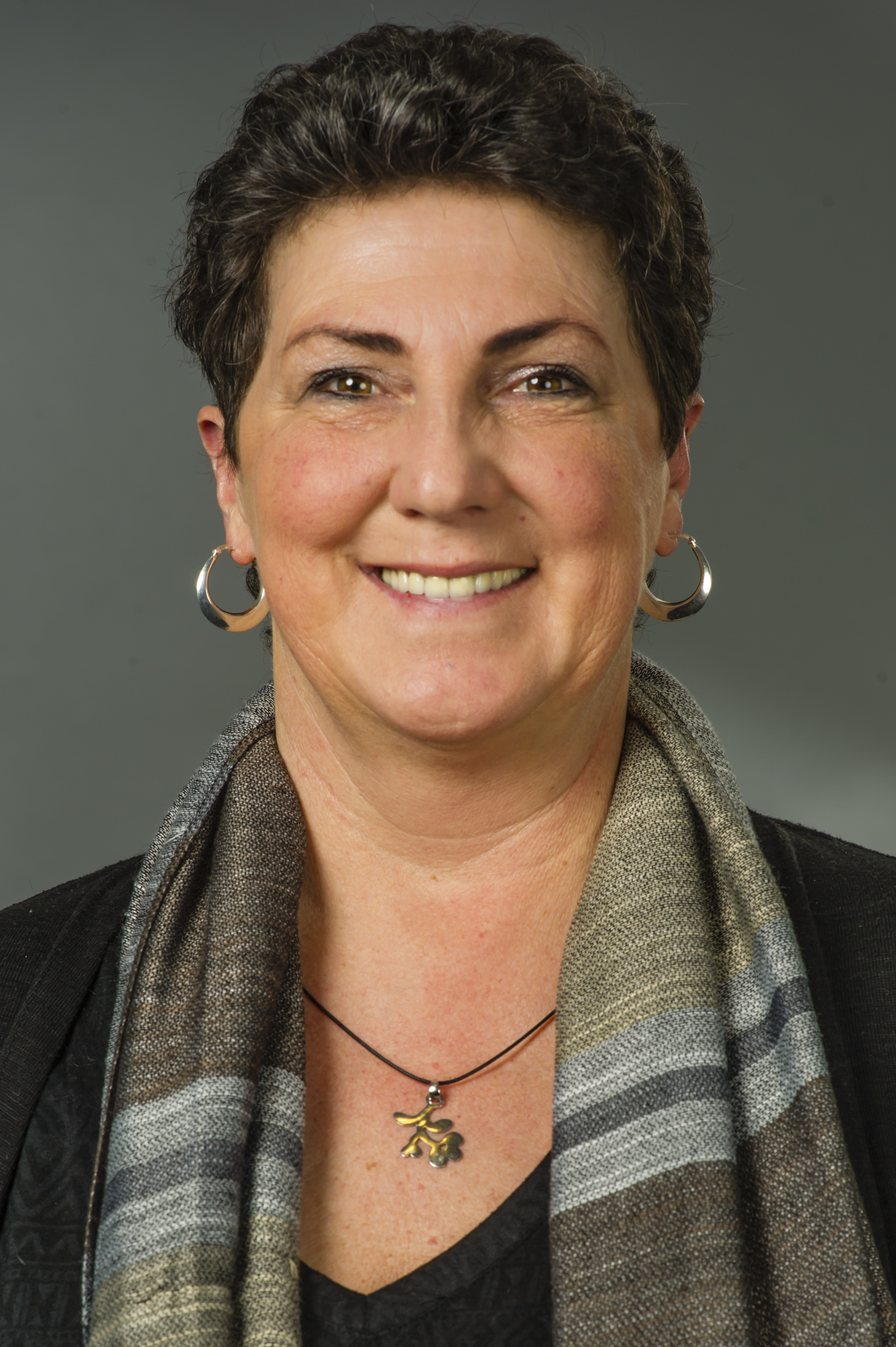
Anja Piel (2018)

Anja Piel (* 3. November 1965 in Lübeck) ist eine deutsche Politikerin der Grünen. Sie war von April 2010 bis Februar 2013 Vorsitzende des Landesverbands Niedersachsen. Für die Landtagswahl am 20. Januar 2013 war sie gemeinsam mit Stefan Wenzel Spitzenkandidatin ihrer Partei und war seit Februar 2013 Fraktionsvorsitzende der Grünen im Niedersächsischen Landtag. Nach der Landtagswahl 2017 wurde sie in diesem Amt bestätigt und wurde somit Oppositionsführerin. Am 25. März 2020 schied sie aus dem Landtag aus und wechselte in den DGB-Bundesvorstand. Im Juli 2021 wurde sie Vorsitzende des Verwaltungsrats der Bundesagentur für Arbeit und ist seit Juli 2022 dessen stellvertretende Vorsitzende. Seit Oktober 2022 ist sie zudem Vorsitzende des Bundesvorstands der Deutschen Rentenversicherung Bund.

## Leben und Beruf
Piel kommt aus einer gewerkschaftsnahen Familie, ihr Vater war Betriebsratsvorsitzender und Mitglied der IG Metall. Sie bestand 1985 in Lübeck die Abiturprüfung und schloss 1989 in Bad Schwartau eine Ausbildung zur Industriekauffrau ab. Sie wurde Mitglied der Gewerkschaft IG Chemie Papier und Keramik. Von 1991 bis 1995 half sie beim Aufbau des Mütterzentrums Hameln und war dort von 1995 bis 1997 angestellt. Anschließend war sie bis 2007 als freie Mitarbeiterin bei der Deister- und Weserzeitung tätig. 2014 wechselte sie zur Gewerkschaft ver.di.
Piel ist verheiratet und hat zwei Kinder. Sie lebt in Fischbeck.

## Politik
Von 1998 bis 2012 war Piel Geschäftsführerin der Hamelner Ratsfraktion der Grünen und trat im Zuge dessen auch der Partei Bündnis 90/Die Grünen bei. 2001 wurde sie Landesdelegiertenkonferenz- und Bundesdelegiertenkonferenz-Delegierte und 2005 in den Landesparteirat der Bündnis 90/Die Grünen Niedersachsen gewählt.
Piel war von 2008 bis 2015 stellvertretende Ortsbürgermeisterin von Fischbeck (Hessisch Oldendorf) und von 2009 bis 2013 Vorsitzende des Kreisverbands Hameln-Pyrmont. Von 2007 bis 2010 war Piel stellvertretende Vorsitzende der niedersächsischen Grünen. Bei der Landtagswahl in Niedersachsen 2008 kandidierte sie als Bewerberin ihrer Partei im Wahlkreis Hameln/Rinteln.
Auf dem Grünen-Landesparteitag 2010 wurde Piel in Northeim mit 105 von 128 gültigen Stimmen als Nachfolgerin der in den Bundestag eingezogenen Dorothea Steiner neben Stefanie Henneke zur Landesvorsitzenden gewählt. 2011 wurde sie auf dem Grünen-Landesparteitag mit 118 von 144 abgegebenen Stimmen wiedergewählt. Anja Piel und Jan Haude, der Stefanie Henneke ablöste, bildeten die neue Doppelspitze der Grünen Niedersachsen.
Auf der Landesdelegiertenkonferenz in Wolfsburg Ende Juni 2012 wurde Piel auf Listenplatz 1 gewählt und bildete mit dem Fraktionsvorsitzenden Stefan Wenzel die Doppelspitze der niedersächsischen Grünen für die Landtagswahl 2013.
Auf dem Parteitag zur Koalitionsvereinbarung und zur Wahl eines neuen Landesvorstandes kandidierte Piel nicht mehr für das Amt der Landesvorsitzenden. Am 18. Februar 2013 wurde sie zur Fraktionsvorsitzenden der Grünen im Niedersächsischen Landtag gewählt.
Piel war zur Landtagswahl 2017 gemeinsam mit Stefan Wenzel Spitzenkandidatin der Grünen. Auf der Bundesdelegiertenkonferenz in Hannover am 27. Januar 2018 kandidierte sie für den Bundesvorsitz und unterlag mit 34,8 % der Stimmen der Mitbewerberin Annalena Baerbock.
Im März 2020 wurde sie Nachfolgerin für Annelie Buntenbach im DGB-Bundesvorstand. Ihr folgte als Fraktionsvorsitzende Julia Willie Hamburg. Als Nachrücker nahm Volker Bajus ihren Abgeordnetenplatz ein.

## Ehrenamt
Sie ist Mitglied im Naturschutzbund Deutschland und im Förderkreis des Stifts Fischbeck in ihrem Heimatort, außerdem Mitglied in der Mitgliederversammlung der Heinrich-Böll-Stiftung.